# Sil'nye duchom
Sil'nye duchom (Сильные духом) è un film del 1967 diretto da Viktor Michajlovič Georgiev.